# Allgäuer Bierstraße
Die Allgäuer Bierstraße führt entlang von 30 Allgäuer Brau(erei)gasthöfen in Bayern/Oberschwaben und lässt sich in drei Routenabschnitte (West, Süd, Ost) aufteilen.

## Routenverlauf
Start und Ziel der Allgäuer Bierstraße ist die Stadt Memmingen, oft als „Tor zum Allgäu“ bezeichnet. Die Westroute mit den Stationen Kronburg, Leutkirch, Dürren, Eisenharz, Isny, Meckatz, Weiler-Simmerberg und Missen verläuft primär durch das seenreiche Allgäu; die Südroute mit den Stationen Ettensberg, Sonthofen, Oberstdorf und Rettenberg durchs alpine Allgäu; die Ostroute mit den Stationen Nesselwang, Pfronten, Eisenberg-Speiden, Schwangau, Apfeltrang, Kaltenthal-Aufkirch, Irsee, Bad Wörishofen, Katzbrui und Ottobeuren durch ein von Burgen, Klöstern und Schlössern geprägtes Allgäu.

## Touristische Angebote
Kunst und Geschichte:
Schlösser, Burgen, Reichsstädte, Klöster, Kirchen, Kapellen, Museen.
Brauchtum und Alltagskultur:
Brauereiführungen und -seminare, Tag des Bieres, Tag der offenen Brauerei, Brauereihoffest, Sudabende, Vollmondbierfeste, Bier-Käse-Wanderungen, Maibock- und Starkbieranstiche, Brauersilvester, Schlachtfeste, Bauerntheater, Volksmusik, Funkenfeuer, Fasching, Maibaumfest, Viehscheid.

## Orte mit Brau((erei)gast)stätten entlang der Westroute
- Memmingen (Memminger Brauerei und Gasthausbrauerei Barfüßer)
- Kronburg (Brauerei Schweighart mit Brauereigaststätte Zur Krone)
- Leutkirch (Brauerei Clemens Härle mit Brauereigaststätte Mohren)
- Dürren (Edelweißbrauerei Oskar Farny mit Brauereiwirtschaft Farny-Hotel, älteste Brauerei im Landkreis Ravensburg)
- Kißlegg (Kißlegger-Kellerbier mit Brauereigaststätte Schlosskeller)
- Isny (Brauerei Stolz mit Brauereigaststätte Engel)
- Heimenkirch-Meckatz (Meckatzer Löwenbräu mit Brauereigaststätte Meckatzer Braustüble)
- Weiler-Simmerberg (Post-Brauerei Weiler mit Brauereigaststätte Zur Post)
- Simmerberg (Aktienbrauerei Simmerberg mit Brauereigaststätte Bräustatt & Taferne)
- Missen-Wilhams (Brauerei Schäffler mit Brauereigaststätte Schäffler)

## Orte mit Brau((erei)gast)stätten entlang der Südroute
- Blaichach-Ettensberg (Klier-Bier)
- Sonthofen (Der Hirschbräu mit Brauereigaststätte Hirsch)
- Oberstdorf (Oberstdorfer Dampfbierbrauerei)
- Kempten (Allgäuer Brauhaus mit Brauereigaststätte Zum Stift)
- Rettenberg (Engelbräu und Zötler mit den Brauereigaststätten Engel und Adler-Post sowie BernardiBräu)

## Orte mit Brau((erei)gast)stätten entlang der Ostroute

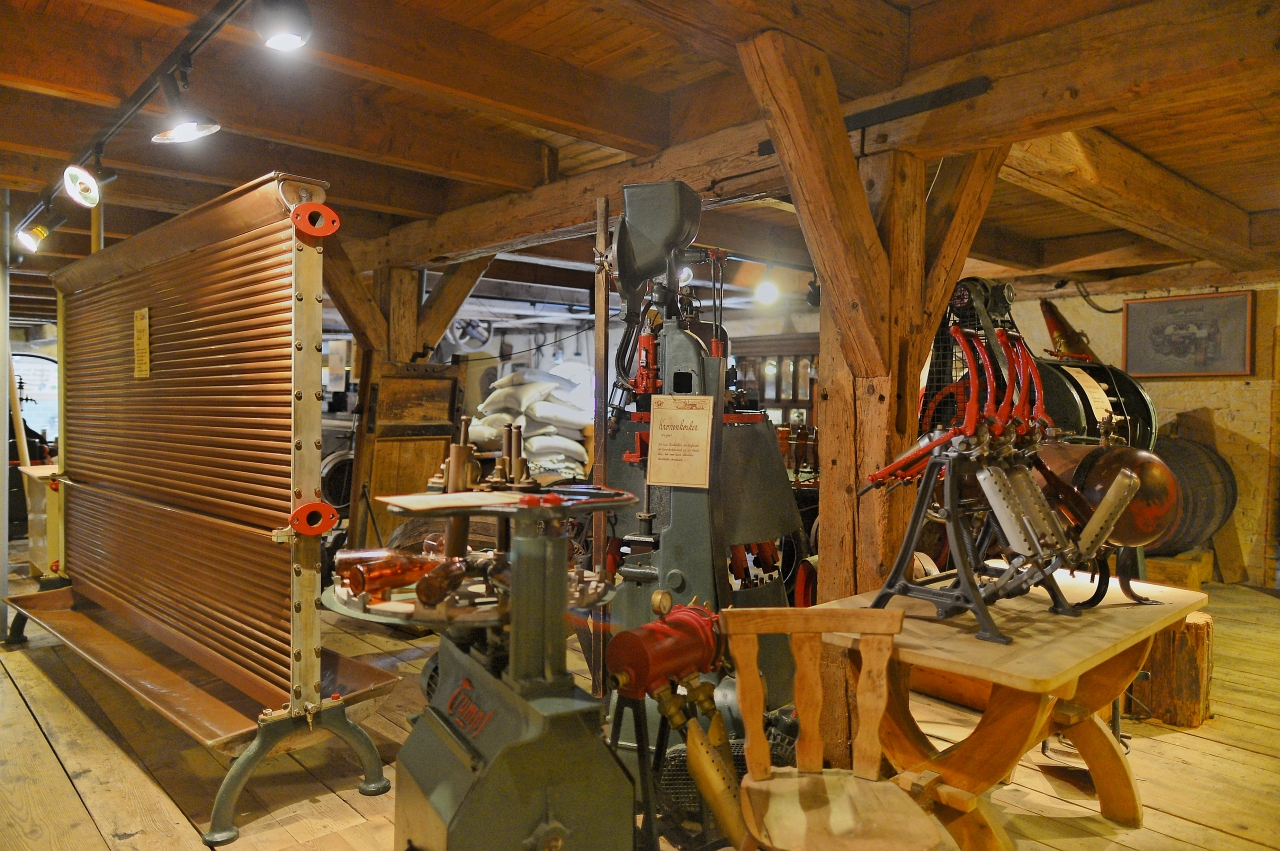
Museum des Irseer Klösterbräus

- Nesselwang (Post-Brauerei Nesselwang mit Brauereigaststätte Post)
- Pfronten (Gasthausbrauerei Falkenstein und „Lohnsud-Gasthaus“ Schankwirtschaft Wohlfart)
- Speiden (Kössel-Bräu mit Brauereigaststätte Maria-Hilfer Sudhaus)
- Schwangau (Gasthausbrauerei Schloss Brauhaus)
- Ruderatshofen (Gasthausbrauerei Kirnach-Stuben)
- Ruderatshofen-Apfeltrang (Gasthausbrauerei Hubertus)
- Kaufbeuren (Aktienbrauerei Kaufbeuren)
- Kaltental-Aufkirch (Kaltenthaler Brauhaus mit Braugaststätte)
- Irsee (Irseer Klosterbräu mit Brauereigaststätte)
- Bad Wörishofen (Alois Forster Löwenbräu mit Brauereigaststätte)
- Katzbrui  „Lohnsud-Gasthaus“ Katzbrui-Mühle
- Ottobeuren (Gasthausbrauerei Hirsch)

## Begriffserklärung „Lohnsud“
- Bier im Lohnsudverfahren: Gasthäuser lassen ihr Hausbier (oft nach überlieferter Familienrezeptur) von Brauereien ihres Vertrauens brauen.

## Landkarte
- Die Bierkarte – ISBN 978-3-9810301-3-6